# کای زلین
کای زلین (چینی ساده: 蔡泽林; چینی سنتی: 蔡澤林; پین‌یین: Cài Zélín؛ زادهٔ ۱۱ آوریل ۱۹۹۱) یک دونده پیاده‌روی سرعت اهل چین است. او در المپیک ۲۰۱۶ در رشتهٔ ۲۰ کیلومتر پیاده‌روی مدال نقره را به دست آورد.